# 米羅弗亞內峰
78°04′30″S 85°04′54″W / 78.07500°S 85.08167°W

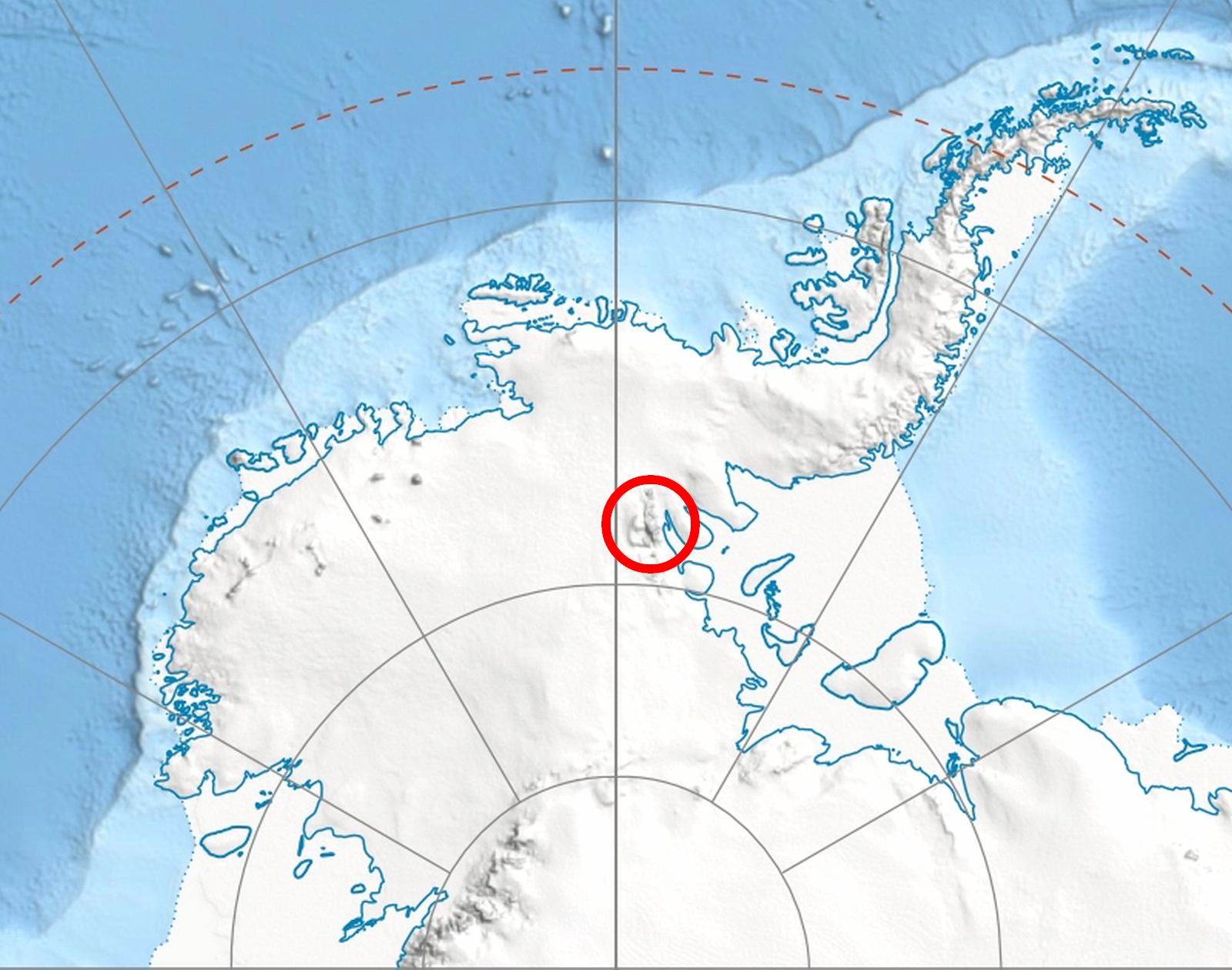

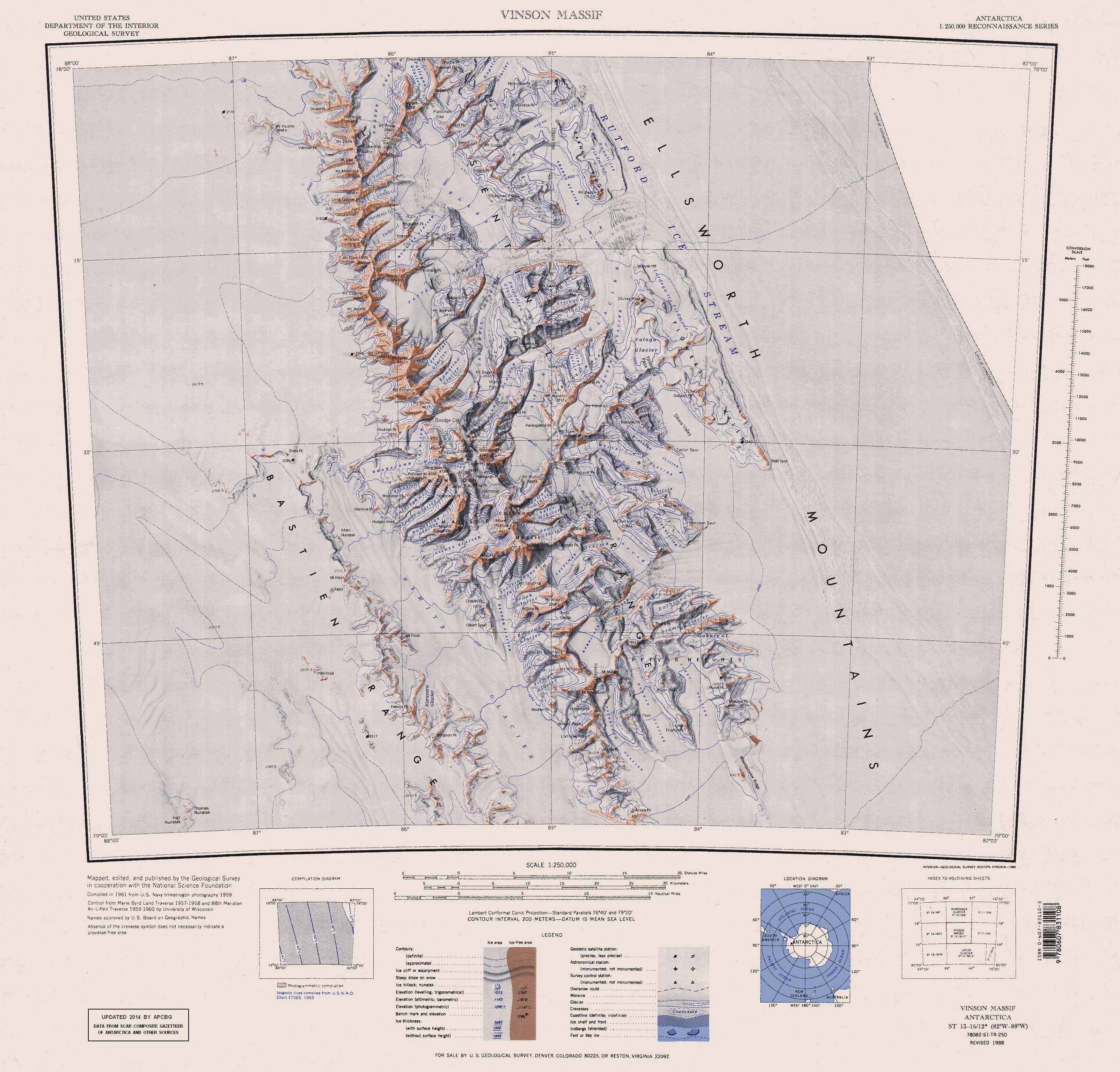

米羅弗亞內峰是南極洲的山峰，位於埃爾斯沃思地，屬於埃爾斯沃思山脈中森蒂納爾嶺的一部分，處於馬格萊尼克高地，海拔高度1,500米，以保加利亞西部的城鎮命名。

## 外部連結
- Mirovyane Peak. （页面存档备份，存于） SCAR Composite Antarctic Gazetteer.